# نافذة (حوسبة)

مِثال على أحد النوافذ، حيث تظهر فيها العناصر الرئيسية للنافذة من إطار، وشريط العنوان، وشريط القوائم، والمحتوى، وشريط الحالة.

النافذة في الحوسبة (بالإنجليزية: Window)‏ هي عنصر تحكّم رسومي تتألّف من منطقة بصرية تتألف بدورها من مجموعة من الأشكال تُعرف باسم واجهة المستخدم الرسومية لبرنامَج مُعيّن ويُحيط بها إطار النافذة. وعادة ما تكون بشكلِ مُستطيل يستطيل المستخدم تغيير أبعادها وترتيبها وفقاً لما يراه مُناسباً. وهي تعرض مُخرجات ويمكن للمستخدم إدخال بيانات فيها لتتم مُعالجتها. ويمكن لها عرض النصوص فقط، وعادة ما يتم التحكم بالنوافذ النصيّة عبر لوحة المفاتيح على الرغم من كون النوافذ ترتبط بشكل مباشر مع شاشة العرض، ويمكن للمستخدم التلاعب بأحجامها عبر استخدام مؤشر جهاز التأشير.

## التاريخ
فكرة النوافذ كان وراءها معهد ستانفورد للأبحاث تحت إشراف دوغلاس إنجيلبارت. الأنظمة الأقدم كانت تدعم تعددية النوافذ، ولكن لم يكن هناك مقاييس ومعايير توحّدها مثل الإطار وشريط العنوان ...إلخ. واستمرّت الأبحاث في مركز زيروكس لتبسيط الكمبيوتر وتيسير استخدامه بقيادة ألان كاي حتّى استخدموا النوافذ المتداخلة. خلال الثمانينيات،كانت تُعرف النافذة باسم WIMP وهي اختصار لـ نافذة window، أيقونة icon، قائمة menu، مؤشّر pointer؛ وقد صاغتها شركة بارك.
كانت أبل قد عملت مع بارك في فترة وجيزة في ذاك الوقت، حيث طوّرت أبل واجهة رسومية مبنيّة على واجهة بارك. واستُخدِمت بدايةً في أبل ليزا ثم في حاسبات ماكنتوش. كانت مايكروسوفت تعمل على تطوير تطبيقات أوفيس لنظام التشغيل ماك في ذلك الوقت. يتوقع البعض أن هذا أعطاهم إمكانية الوصول إلى نظام التشغيل أبل قبل إصداره، وبالتالي أثّر على تصميم نظام النوافذ في ما يمكن أن عُرِفَ في نهاية المطاف مايكروسوفت ويندوز.

## الخصائص
النوافذ كائنات ثنائية الأبعاد تسبح فوق واجهة تُعرف باسم سطح المكتب. في نظام النوافذ الحديث كامل المواصفات يستطيع المستخدم تغيير حجمها ونقلها وإخفاءها واستعادتها وإغلاقها. وعادةً ما تحوي النافذة كائنات رسوميّة أخرى مثل شريط القوائم والأدوات، والتحكّم، والرموز، ومنطقة العمل. في منطقة العمل تُعرَض المستندات أو الصور أو محتويات الملّجد المُختار ومحتويات أخرى. بقرب منطقة العمل، وداخل إطار النافذة، هناك منطقة مُشابهة للنوافذ تُسمى باللوحات؛ هذه اللوحات تعرض تفاصيل المجلّد أو المستند المُحدّد وتظهر معلوماته أو الخيارات ذات الصلة.

## وصلات إضافية
- واجهة مستخدم نصية
- واجهة مستخدم رسومية